# All Stars 2: Old Stars
All Stars 2: Old Stars is een Nederlandse film uit 2011 van Jean van de Velde. Het is een vervolg op de film All Stars uit 1997. 

## Verhaal
Slechts één keer per jaar ongeveer komen de voetbalvrienden van Swift Boys 8 nog bij elkaar om een voetbalwedstrijd te spelen. De vriendschap is hierdoor in de loop der jaren wat verwaterd. Aanvoerder Bram gaat trouwen in Barcelona. Hij brengt dit met enthousiasme in de groep, maar de groep twijfelt om erheen te gaan. Het feit dat hij kaartjes kan regelen voor El Clásico de dag erop trekt ze over de streep.
Noodgedwongen haasten ze zich in het busje van Harry's Tuincentrum om op tijd aan te komen, met onderweg de nodige obstakels: het Belgische wegennet, een Duits nudistenkamp en de Franse politie. Gaandeweg vragen de jongens zich af wat er van hun ooit zo mooie toekomstplannen terecht is gekomen. Of ze het leven leiden dat ze ooit voor ogen hadden. En of de 'tweede helft' nu al begonnen is.

## Rolverdeling
- Bram van Megen – Danny de Munk
- Mark van Buren – Peter Paul Muller
- Johnny Meeuwse – Daniël Boissevain
- Peter F. de Boer – Kasper van Kooten
- Paul Murphy – Raymi Sambo
- Willem Overdevest – Thomas Acda
- Nemo van Loen – Cas Jansen
- Roos, vrouw van Mark – Isa Hoes
- Anja, vrouw van Willem – Lucretia van der Vloot
- (Ex-coach) "Pa" Meeuwse – Frits Lambrechts
- Commissaris - Warre Borgmans
- medewerkster nudistencamping - Anne Rats
- Charlotte – Sanne Langelaar
- Jose - Anna Gras
- Shannon, dochter Willem - Bobbi van Roosendaal
- Hero - Antonie Kamerling (archiefmateriaal uit de eerste film)

## Scenario en productie
Het idee van de film ontstond bij de acteurs al in 1999 tijdens het opnemen van de televisieserie All Stars. In 2008 werd de film aangekondigd. In tegenstelling tot de eerste film en serie werd het scenario nu alleen geschreven door Jean van de Velde.
De opnamen van de film vonden plaats vanaf 4 juni 2011 tot en met 28 juli. De eerste opname begon op een begraafplaats.
Antonie Kamerling zou oorspronkelijk terugkeren als het personage Hero in de film, maar door zijn overlijden voordat de opnamen begonnen, moest het project worden uitgesteld. Dit riep twijfel op over het voortzetten van de film, die uiteindelijk toch werd gemaakt als eerbetoon aan Kamerling. Hero’s 'nieuwe' naam, Sampai Jumpa, betekent in het Indonesisch 'tot ziens', en het nummer 'Toen ik je zag' werd gezongen door de vriendengroep. Kamerling had eerder enthousiast gereageerd op een voorlopige versie van het script.
In het oorspronkelijke script zou Hero overlijden en reïncarneren als straatmuzikant in Spanje, maar deze verhaallijn werd aangepast voor het personage Nemo, Hero’s broer uit de televisieserie, gespeeld door Cas Jansen. Hierdoor waren voor het eerst Jansen en Danny de Munk samen te zien, een unicum omdat De Munk in de televisieserie door anderen werd vervangen vanwege verplichtingen. In de eerste film wordt door Van Loen (Hans Dagelet) gezegd dat Hero zijn enige zoon is. Een mogelijke verklaring hiervoor is dat de naam Nemo in het Latijn 'niemand' betekent, wat symbool staat voor het feit dat Van Loen Nemo nooit echt heeft erkend.
Daniël Boissevain keerde ook terug als Johnny, een rol die in het tweede televisieseizoen door Kees Boot was overgenomen. Boot kreeg een cameo als scheidsrechter in een All Stars Nationale Bioscoopbon-reclame, werd bedankt in de aftiteling en was bij de première aanwezig, net als Dirk Zeelenberg, die De Munk in de serie opvolgde.
Op 5 juni 2011 werd er gefilmd bij voetbalvereniging DRC in Durgerdam, waar tussen 1999 en 2001 de televisieserie  All Stars is opgenomen. De gebeurtenissen uit seizoen 2 en 3 zijn echter genegeerd, zoals het overlijden van Willem. Als knipoog is er een scène opgenomen waarin een deurwaarder op bezoek komt bij Harry's tuincentrum en naar Willem vraagt, waarop Willem antwoordt dat die al heel lang geleden is overleden. Deze scène heeft de eindmontage niet gehaald. Wel heeft  Katja Schuurman als barvrouw Nadja een cameo als de aftiteling loopt. Haar personage werd geïntroduceerd in het tweede seizoen. Ze deelt in de film voor het eerst een scène met Danny de Munk als Bram en met Daniël Boissevain als Johnny.
De teaserposter is een exacte kopie van de teaserposter van Gooische Vrouwen. Maar dan met groen gras in plaats van een rode loper, en noppen in plaats van hoge hakken. Beide ontwerpen zijn van Gijs Kuijper.
De film trok meer dan 298.000 bezoekers en bracht gesprekken op gang over een mogelijke derde film, met de titel All Stars 3: Bald Stars. Uiteindelijk verschenen in 2020 en 2023 vervolgseries op televisie onder de naam All Stars en Zonen.

## Trivia
- Jasper Schuringa, de passagier die in 2009 ingreep en zo mogelijk bijdroeg aan het mislukken van de aanslag tijdens Northwest Airlines-vlucht 253, speelt zichzelf in de scène in het vliegtuig met Nemo.[14]
- Het eerste woord van Bram in de film is het woord 'tering', terwijl het lijkt of hij seks heeft. Dit is een verwijzing naar Danny de Munk zelf. Hij was daarvoor in nieuws gekomen omdat hij bij Ranking the Stars had verteld dit woord te gebruiken als hij klaarkomt.[15]
- In de televisieserie is Peter getrouwd met Maartje. In deze film blijkt Peter vrijgezel te zijn.
- In de laatste aflevering Samen is niet alleen van de televisieserie trouwt Bram ook.